# Mopleonus
Mopleonus is een geslacht van kevers uit de familie  
kniptorren (Elateridae).
Het geslacht is voor het eerst wetenschappelijk beschreven in 1935 door Fleutiaux.

## Soorten
Het geslacht omvat de volgende soorten:
- Mopleonus agriotides Laurent, 1966
- Mopleonus alluaudi (Fleutiaux, 1919)
- Mopleonus candezei (Fleutiaux, 1919)
- Mopleonus hirtus Laurent, 1966
- Mopleonus novus Fleutiaux, 1935
- Mopleonus somereni Fleutiaux, 1935